# Ciclo lítico

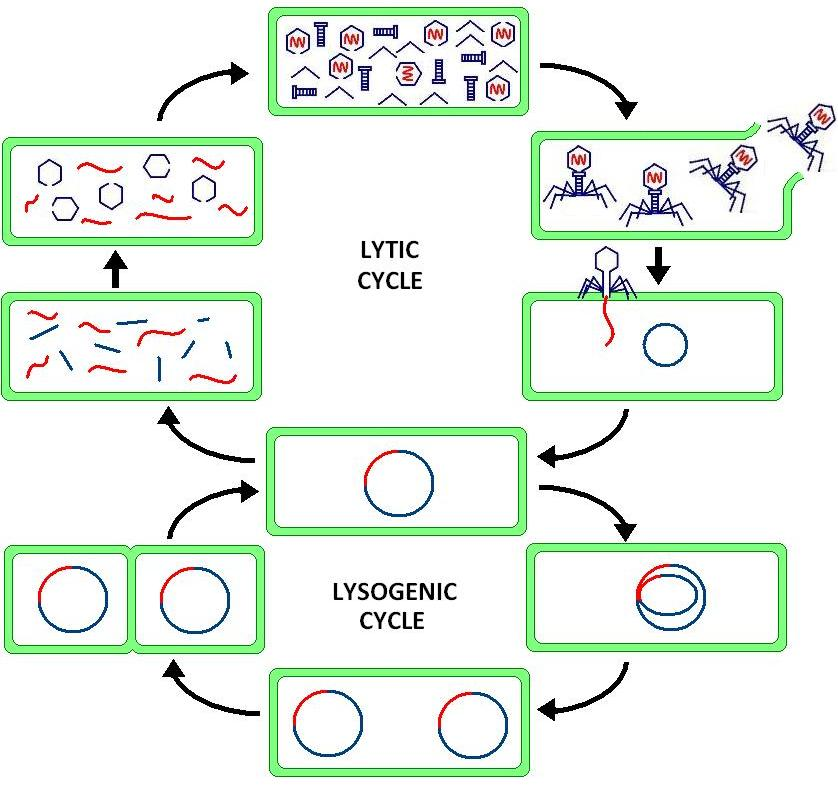
Ciclo lítico representado na parte de cima

No seu processo de reprodução, os vírus contam com dois tipos de ciclos: o ciclo lisogênico e o ciclo lítico. No ciclo lítico, o vírus insere o seu material genético no da célula hospedeira e, diferentemente do ciclo lisogênico, passa a dominar o metabolismo da célula, destruindo-a no final do processo.
O ciclo lítico apresenta diversas fases:
A absorção é a fase em que ocorre o reconhecimento e a fixação do vírus à célula. Vírus são muitos específicos em relação à suas células hospedeiras. O hospedeiro é dotado de substâncias químicas capazes de permitir que o vírus detecte-o e se prenda à membrana.
Na penetração ocorre a inserção do genoma viral no interior da célula hospedeira. Esse processo pode ocorrer de três formas diferentes:
- Direta – apenas o material genético do vírus é injetado na célula, permanecendo sua parte proteica no lado externo.
- Fusão do envelope viral – o envelope viral é fundido à membrana celular, o capsídeo se desfaz e o genoma do parasita invade a célula.
- Endocitose – os receptores químicos da membrana celular promovem a fixação do vírus, e depois o parasita é englobado pelas invaginações da mesma.

A síntese é o estágio do ciclo em que o vírus começa a determinar as atividades metabólicas da célula. Nesse processo, as enzimas que antes eram utilizadas na síntese proteica e de ácidos nucleicos da célula hospedeira, passam a ser empregadas na produção de partículas virais, como o material genético e as proteínas.
Na montagem, os componentes dos vírus que foram produzidas anteriormente são organizados a fim de constituir novos parasitas.
A etapa final do processo chama-se liberação. Nessa fase os vírus formados na fase de montagem produzem uma enzima viral denominada lisozima, que causa a ruptura da célula hospedeira, processo conhecido como lise celular. Além disso, como a célula passou a sintetizar estruturas virais, a produção dos seus próprios componentes se torna impossível (esgotamento celular), o que favorece o seu rompimento. Com a destruição da célula, os vírus se libertam e infectam as células vizinhas, recomeçando 
o seu ciclo.
Exemplos de vírus líticos são: Poliovírus, Ebola, Rinovírus, Adenovírus, Rotavírus e o Vírus influenza.